# Chemillé-sur-Dême
Chemillé-sur-Dême – miejscowość i gmina we Francji, w Regionie Centralnym, w departamencie Indre i Loara.
Według danych na rok 1990 gminę zamieszkiwało 585 osób, a gęstość zaludnienia wynosiła 17 osób/km² (wśród 1842 gmin Regionu Centralnego Chemillé-sur-Dême plasuje się na 615. miejscu pod względem liczby ludności, natomiast pod względem powierzchni na miejscu 253.).